# Монктон, Джон, 1-й виконт Голуэй
Джон Монктон, 1-й виконт Голуэй (англ. John Monckton, 1st Viscount Galway; ок. 1695 — 15 июля 1751) — англо-ирландский политик и пэр.

## Ранний период жизни
Старший сын политика Роберта Монктона (1659—1722), и Теодосии (урожденной Фаунтин) Монктон. Будучи ярым противником политики Якова II Стюарта, Роберт Монктон отправился в изгнание в Нидерланды и вернулся с вторгшейся армией Вильгельма III во время Славной революции 1688 года. Это установило прочную семейную связь с партией вигов, и Роберту удалось выиграть у тори округ Понтефракт на парламентских выборах 1695 года, а затем представлять Олдборо.
Джон Монктон получил образование в Тринити-холле в Кембридже, куда он поступил в 1713 году.

## Карьера

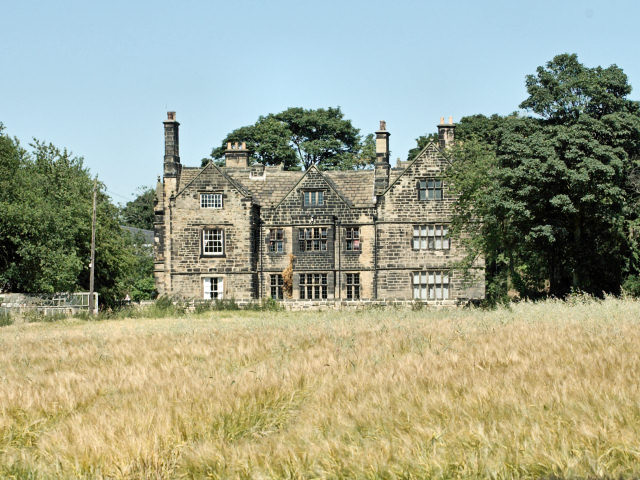
Ходройд-холл, недалеко от Барнсли, резиденция семьи Монктон с начала XVII века.

Джон Монктон заседал в Палате общин Великобритании от Клитеро (1727—1734) и Понтефракта (1734—1747, 1749—1751).
17 июля 1727 года при содействии премьер-министра Роберта Уолпола Джон Монктон получил титулы 1-го виконта Голуэя из графства Голуэй (Пэрство Ирландии) и 1-го барона Килларада в графстве Клэр (Пэрство Ирландии), став членом Ирландской палаты лордов. Ирландское пэрство позволяло ему продолжать заседать в британском парламенте и было способом почтить полезного политического союзника.
В мае 1734 года он был назначен комиссаром по доходам в Ирландии и занимал эту должность до 1748 года.
В 1749 году премьер-министр, его зять Генри Пелэм рекомендовал Джона Монктона на должность генерального инспектора земель и лесов Англии и Уэльса. В письме к своему брату, герцогу Ньюкаслу, Пелэм указал, что «большие расходы, на которые он пошел, чтобы попасть сюда, и, наконец, покупка им городка — это заслуги, которые мы не встречаем каждый день».

## Личная жизнь
Виконт Голуэй был дважды женат. Его первой женой стала леди Элизабет Меннерс (1709 — 22 марта 1730), дочь Джона Меннерса, 2-го герцога Ратленда, и Кэтрин Рассел (дочери Уильяма Рассела, лорда Рассела, и леди Рейчел Ризли). Дети от первого брака:
- Уильям Монктон-Арунделл, 2-й виконт Голуэй (1725 — 18 ноября 1772), старший сын и преемник отца[4].
- Достопочтенный Роберт Монктон (24 июня 1726 — 26 мая 1782), известный генерал армии и колониальный администратор; он никогда не был женат, но у него остались трое сыновей и дочь[5] .

В ноябре 1734 года виконт Голуэй женился во второй раз на Джейн Вестенре (? — 1788), дочери Генри Уорнера Вестенры из Ратли, графство Куинс, Ирландия. Дети от второго брака:
- Полковник Достопочтенный Джон Монктон (2 августа 1739 — 3 января 1830)[1], был женат на Энн Адамс, от брака с которой у него было трое детей.
- Генерал Достопочтенный Генри Монктон (13 июля 1740 — 28 июня 1778), армейский офицер, погибший в битве при Монмуте, штат Нью-Джерси[1].
- Достопочтенный Эдвард Монктон (3 ноября 1744 — 21 июля 1832), депутат Палаты общин Великобритании в течение 32 лет. В 1776 году он женился на Софии, внебрачной дочери Джорджа Пигота[6].
- Достопочтенная Мэри Монктон (21 мая 1748 — 30 мая 1840), известная литературная и политическая хозяйка, в 1786 году вышедшая замуж за Эдмунда Бойла, 7-го графа Корка[1].

Лорд Голуэй скончался 15 июля 1751 года. Ему наследовал его старший сын от первого брака, Уильям Монктон-Арунделл, 2-й виконт Голуэй

## Поместья

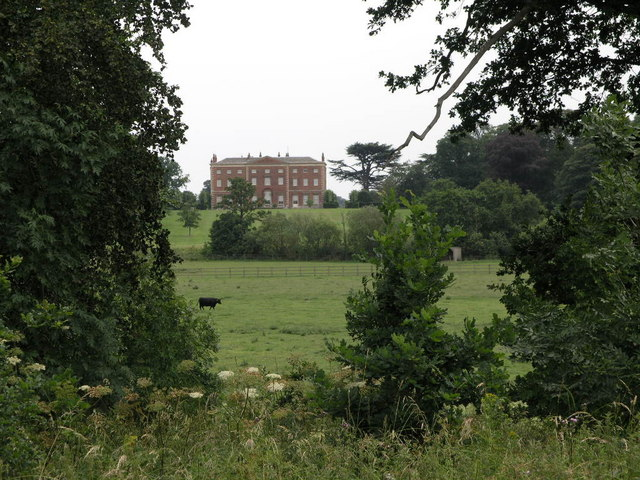
Серлби-Холл. Холл 1-го виконта Голуэя был заменен Уильямом, 2-м виконтом, который в значительной степени ответственен за нынешнее здание.

После смерти отца в 1722 году Джон Монктон унаследовал родовое поместье Ходройд-холл, которое было резиденцией Монктонов с начала XVII века. В 1725 году он купил поместье Серлби в Северном Ноттингемшире и начал строительство новой семейной резиденции Серлби-холл, где собрал значительную коллекцию картин.